# Greenwich Village
Greenwich Village, dikwijls The Village genoemd, is een wijk in Lower Manhattan in New York. Het is gesticht door de Nederlander Wouter van Twiller als onderdeel van de kolonie Nieuw-Nederland en werd Noortwijck of Greenwijck genoemd.
Het was een van de belangrijkste vrijplaatsen van de tegencultuur in de Verenigde Staten. Greenwich Village trok in de jaren 1930 en '40 veel verzamelaars, ontwikkelaars en zangers van volksmuziek. In de jaren 50 werd er veel geëxperimenteerd met drugsgebruik. Greenwich Village trok in de jaren '60 de belangstelling van een nieuwe generatie van muziekmakers, die veel leerden van elkaar. Uit deze kruisbestuiving van muziekstijlen en muzikale vernieuwingen kwamen bekende popzangers voort, zoals Neil Diamond en Bob Dylan.
Samen met het noordelijk ervan gelegen Chelsea trok ook Greenwich Village veel homoseksuelen aan en kwam zodoende bekend te staan als homobuurt, met niet alleen veel homocafés, maar bijvoorbeeld ook de in 1967 geopende homoboekhandel Oscar Wilde Bookshop. Toen de politie op 28 juni 1969 een inval deed bij de homobar Stonewall Inn aan de Christopher Street, pikten de bezoekers dit niet meer en vochten voor het eerst terug. Dit liep uit in de Stonewall-rellen. Op 28 juni 1970 werden deze rellen herdacht met de eerste Gay Pride Parade die van Greenwich Village naar het Central Park liep.

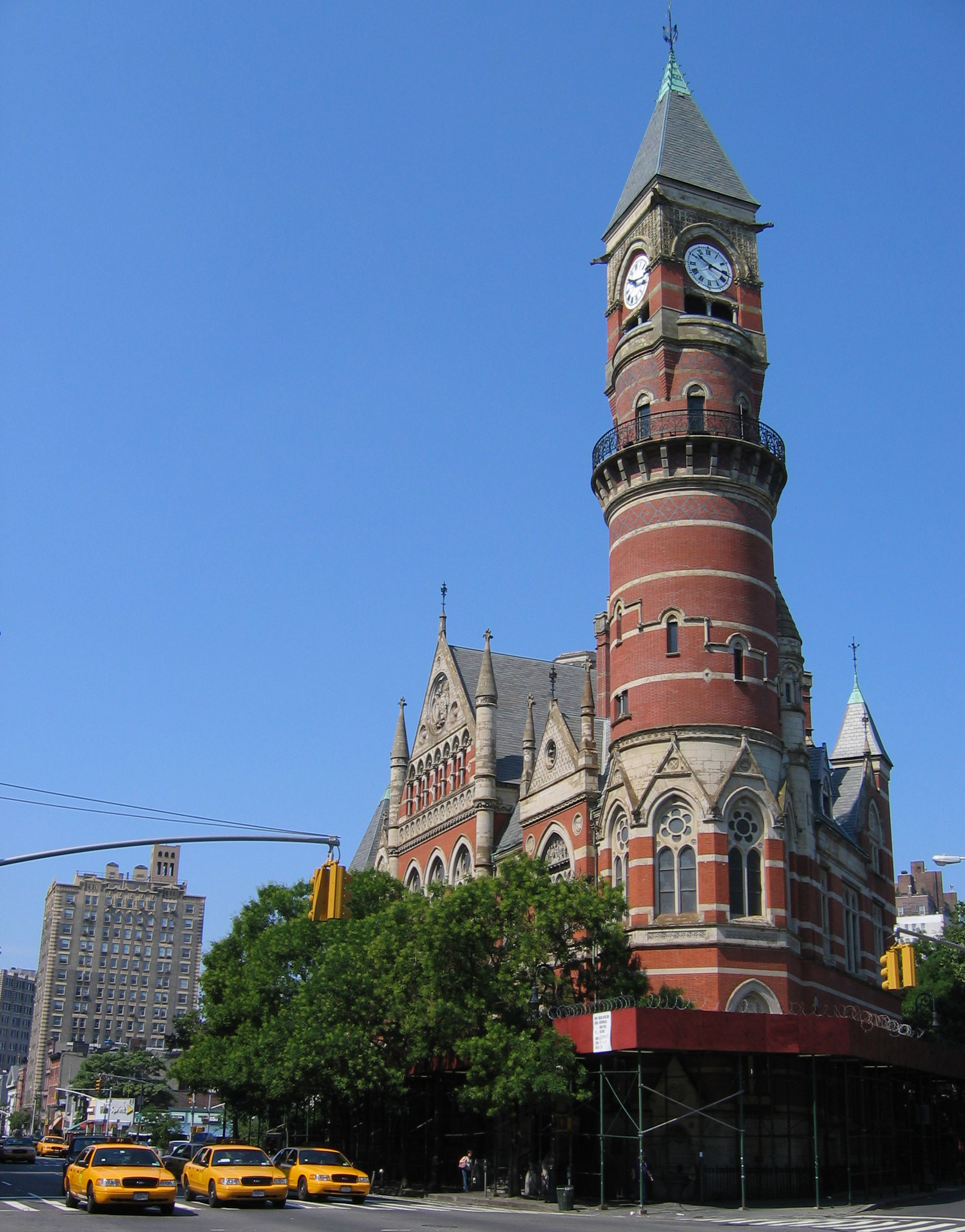
Jefferson Market Library, ooit een rechtbank, nu onderdeel van de New York Public Library
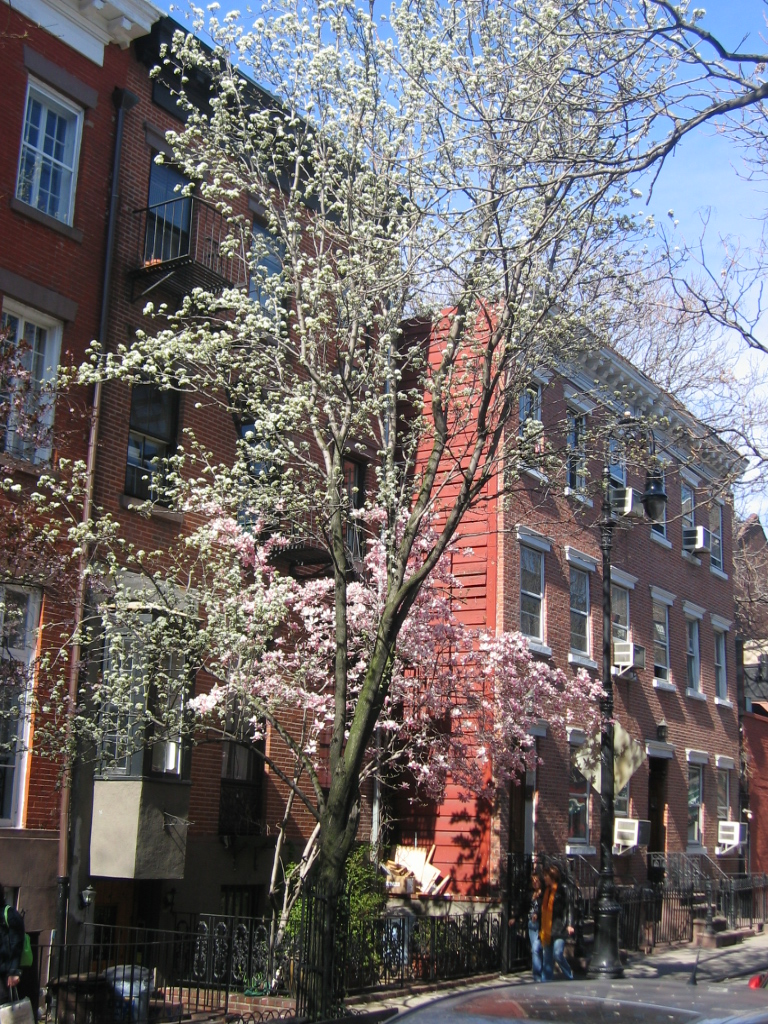
Huizen in Greenwich Village, 2005